# Aigle de Wahlberg
Pour les articles homonymes, voir Wahlberg.
Hieraaetus wahlbergi
Espèce
Statut de conservation UICN

 LC  : Préoccupation mineure
Statut CITES
L’Aigle de Wahlberg (Hieraaetus wahlbergi) est une espèce africaine de rapaces diurnes de la famille des Accipitridae.

## Nomenclature
Son épithète spécifique, wahlbergi, ainsi que son nom vernaculaire, « de Wahlberg », lui ont été donnés en l'honneur du naturaliste suédois Johan August Wahlberg (1810-1856).

## Répartition
L’Aigle de Wahlberg est une espèce essentiellement sud-saharienne qui se rencontre aux latitudes comprises entre le 18° Nord et le 30° Sud, à l'exception de la corne de l'Afrique.

## Description

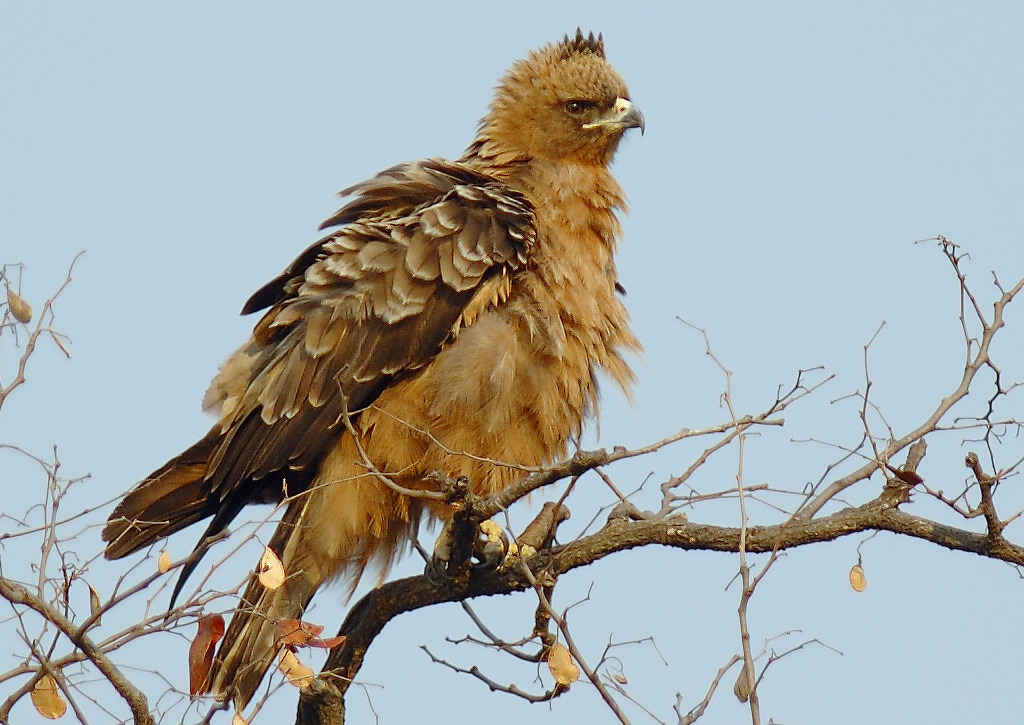
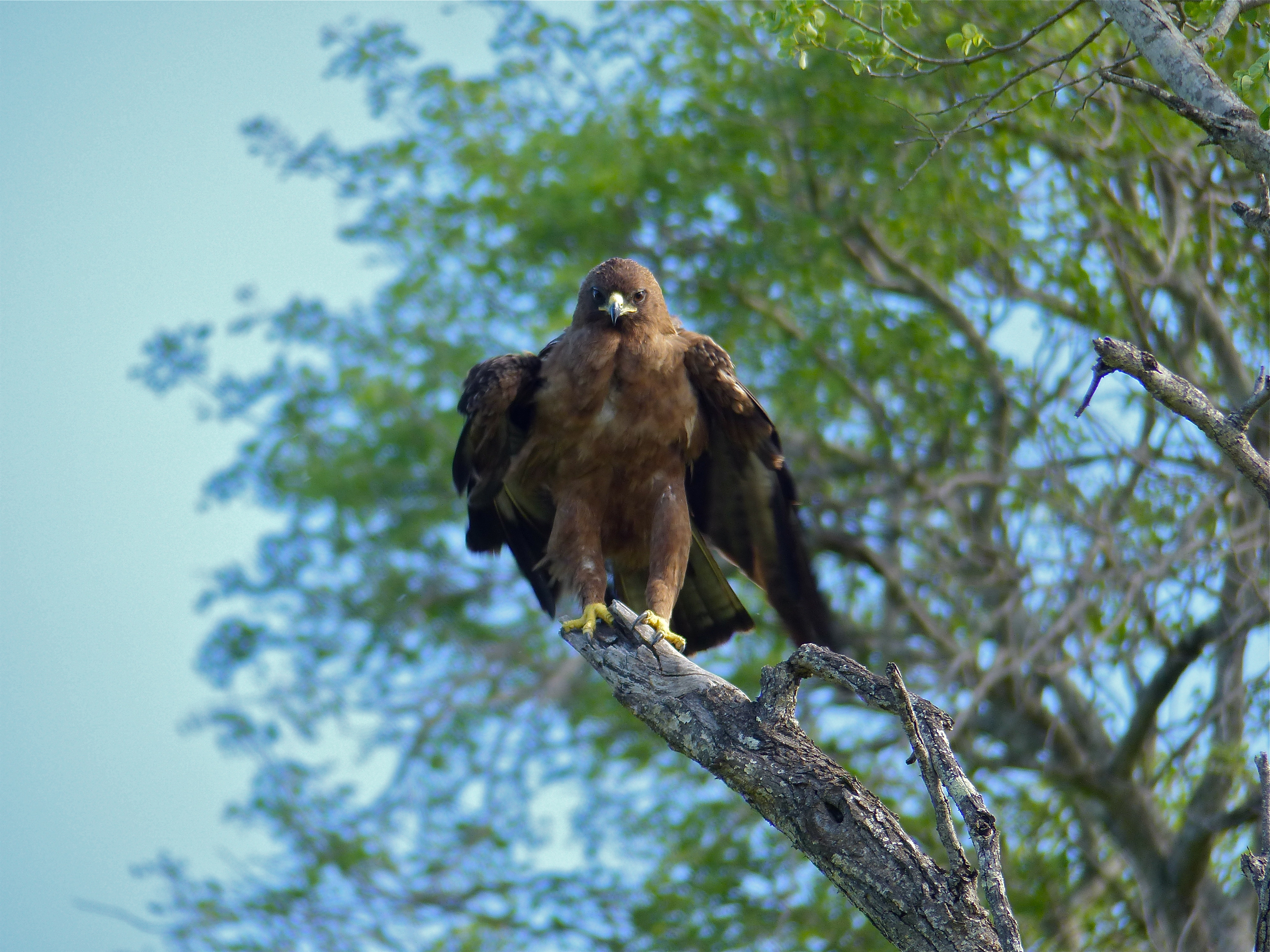
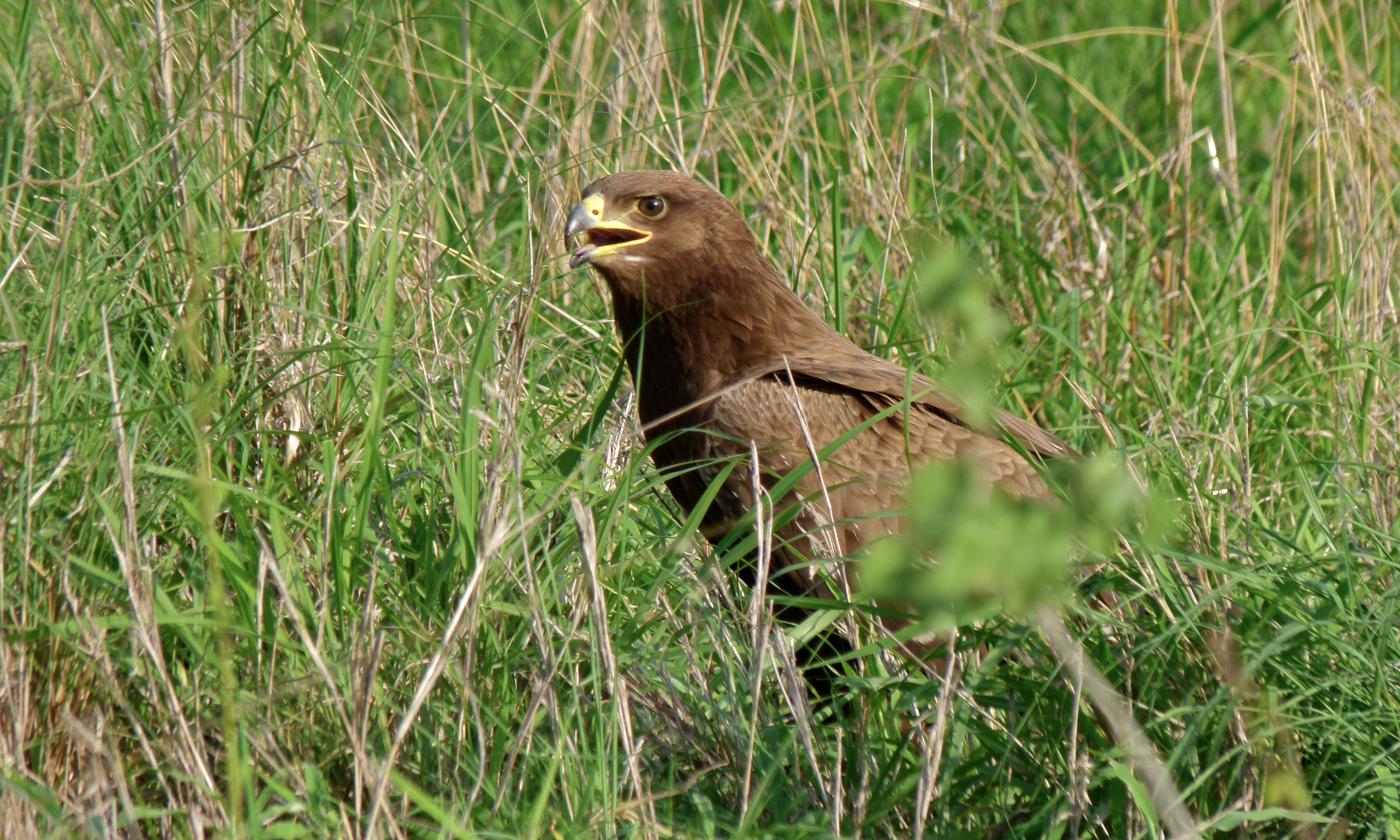
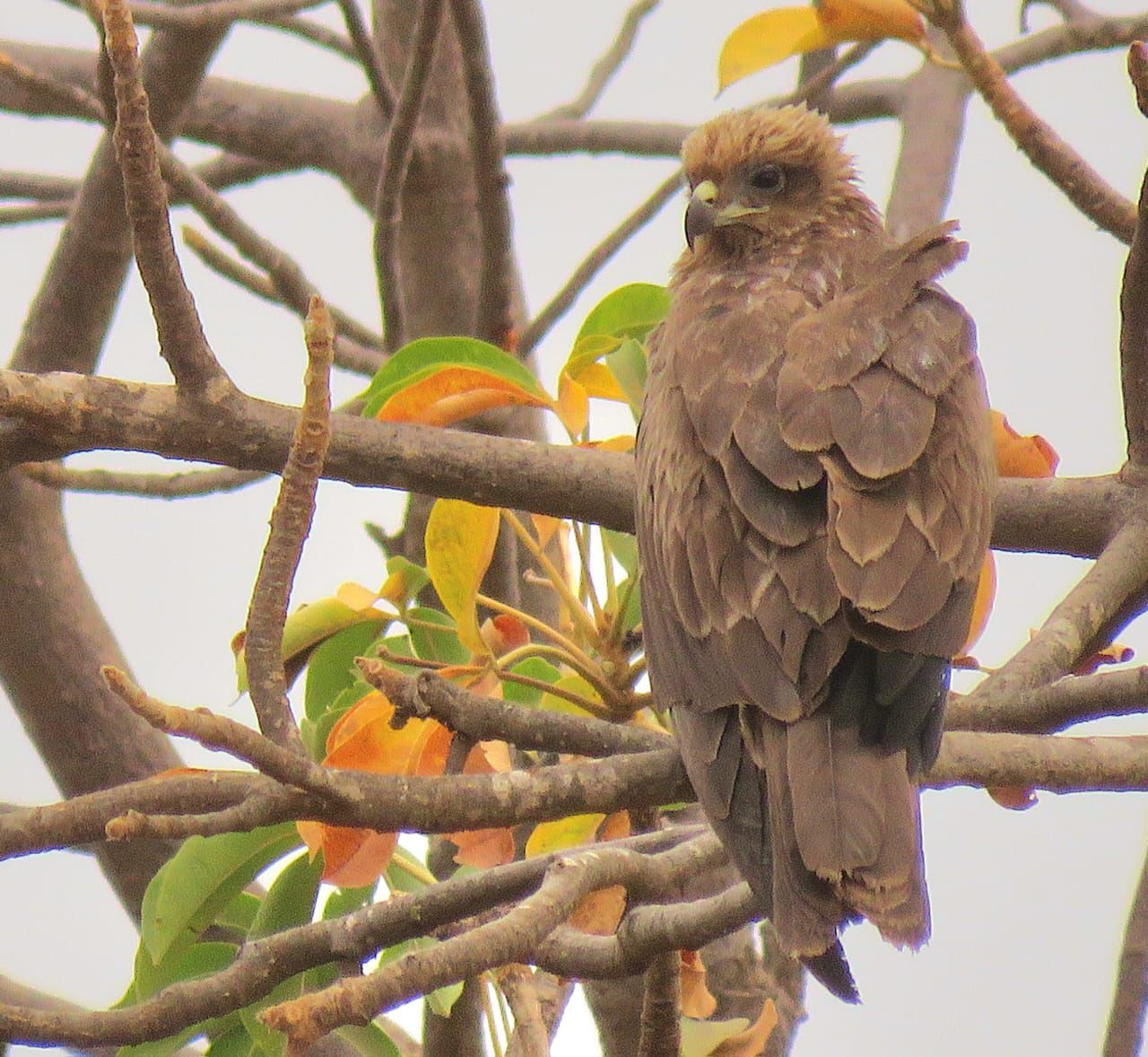
Aigle de Wahlberg dans une aire protégée du Sénégal.

## Dénominations
Ce taxon porte en français le nom vernaculaire ou normalisé suivant : Aigle de Wahlberg,.

## Systématique
Le nom valide complet (avec auteur) de ce taxon est Hieraaetus wahlbergi (Sundevall, 1850).
L'espèce a été initialement classée dans le genre Aquila sous le protonyme Aquila wahlbergi Sundevall, 1850.
Hieraaetus wahlbergi a pour synonyme :
- Aquila wahlbergi Sundevall, 1850